# Заморский, Владимир Степанович
Влади́мир Степа́нович Замо́рский (укр. Володи́мир Степа́нович Замо́рський; род. 1928) — советский и украинский тренер; Заслуженный тренер УССР (1971).

## Биография
Родился 29 марта 1928 года в Киеве.
Окончил в 1952 году Киевский институт физкультуры (ныне Национальный университет физического воспитания и спорта Украины). Воспитанник Владимира Шаблинского. После института стал первым тренером по баскетболу в Киевском совете ДСО «Спартак», где его учениками были игроки СКИФ (впоследствии «Будивельника») — Вадим Гладун и Леонид Поплавский. Спартаковцев тренировал с 1953 по 1957 годы.
В 1957—1962 годах Владимир Заморский работал учителем физкультуры в средней школе и старшим тренером ДЮСШ № 4. В 1962—1966 годах — старший тренер ДЮСШ № 1. Стал «Отличником народного образования СССР». В 1966—1990 годах был главным тренером женской сборной команды Украины — многократной обладательницы первенства СССР. Был тренером сборной Украины, которая в 1971 году впервые в своей истории стала бронзовым призером V Спартакиады народов СССР.
В 2000 году, после перенесённой операции, завершил тренерскую работу. 45 лет своей жизни В. С. Заморский отдал работе с юными спортсменами, работая в Республиканском, а впоследствии — в Киевском лицее-интернате спортивного профиля. С ними он шесть раз становился чемпионом СССР, дважды побеждал на всесоюзной Спартакиаде школьников, много раз был победителем республиканских соревнований среди юниоров.
В числе его воспитанников: Наталья Климова — чемпионка Олимпийских игр, дважды чемпионка мира, трижды чемпионка Европы; Галина Мельниченко — чемпионка Европы, Елена Вергун — чемпионка Европы.
В Киеве проводится ежегодный баскетбольный турнир, посвящённый В. С. Заморскому — «Кубок Друзей Великого Тренера».